# Fægtning under sommer-OL 2016 – Sabel (herrer)
Mændenes konkurrence med sabel under sommer-OL 2016 i Rio de Janeiro fandt sted d. 10. august 2016 på Carioca Arena 3.